# Radio Republik Indonesia

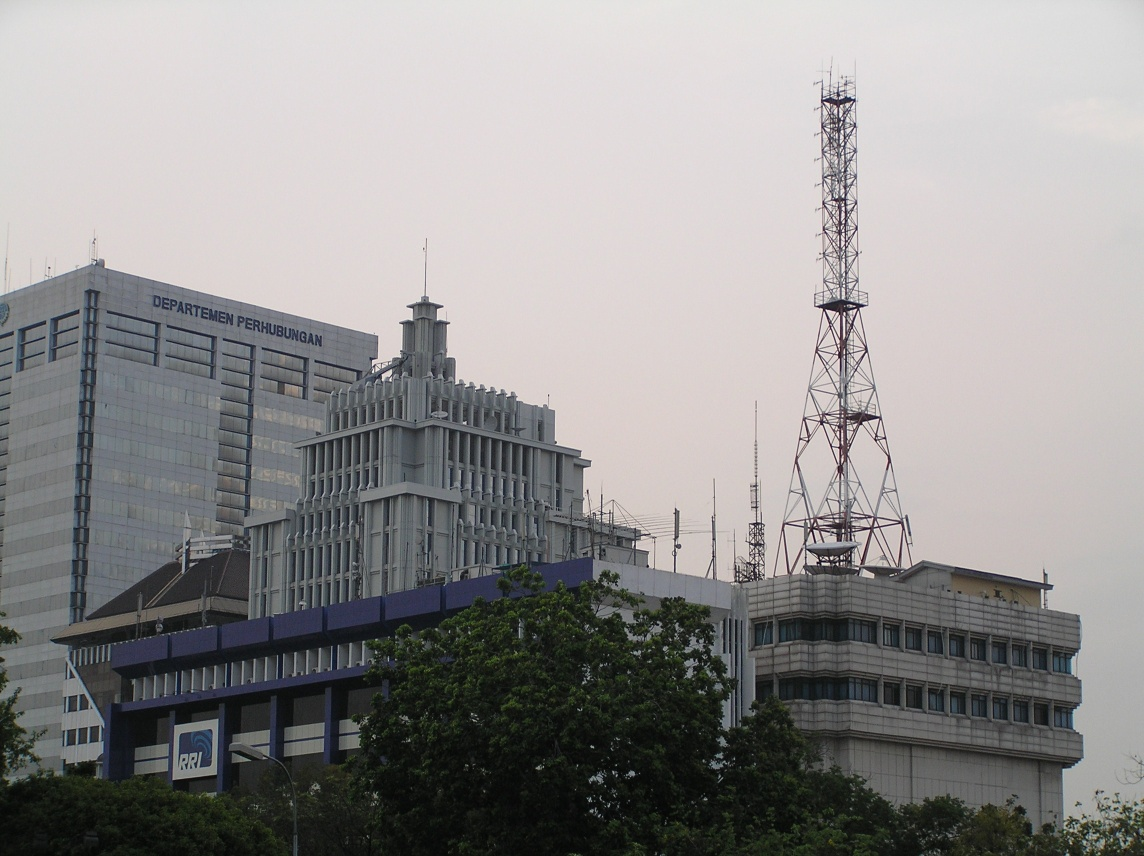
Sitz von RRI in Jakarta

Radio Republik Indonesia (RRI) ist der landesweite öffentlich-rechtliche Hörfunkveranstalter in Indonesien. Zusammen mit Televisi Republik Indonesia (TVRI) und dem öffentlich-rechtlichen Lokalfunk (Lembaga Penyiaran Publik Lokal, LPPL) bildet er den öffentlich-rechtlich organisierten Teil des indonesischen Rundfunks. Rechtsgrundlage ist das Rundfunkgesetz von 2002.

## Geschichte
Der Hörfunk begann in Niederländisch-Indien 1925 durch die Bataviaasche Radio Vereniging (BVR). Vorgänger von RRI war die Nederlandsch-Indische Radio Omroep Maatschappij (NIROM), auf Sendung von 1934 bis 1942. Infolge der japanischen Invasion Südostasiens bestand von 1942 bis 1945 die japanisch kontrollierte Rundfunkverwaltung Hoso Kanri Kyoku (放送管理局). Aus den Stationen in Jakarta, Bandung, Purwokerto, Yogyakarta, Semarang und Surakarta entstand einen Monat nach der Unabhängigkeitserklärung Indonesiens am 11. September 1945 RRI. 1970 wurde die Gründung privater Radiostationen ermöglicht.

## Programme
Neben dem landesweiten Informationsprogramm Pro 3 und dem Auslandsdienst Suara Indonesia (Stimme Indonesiens) veranstaltet RRI das Regionalprogramm Pro 1, das Musikprogramm Pro 2 und das Kulturprogramm Pro 4, die alle drei regionale Programmanteile haben. 2012 startete Channel 5 (Channel Lima).